# C2 Pictures
C2 Pictures fue una productora de cine creada por Mario Kassar y Andrew G. Vajna, cofundadores de la extinta Carolco Pictures.
Aunque su primera película estrenada fue "I Spy" (2002), se creó para producir secuelas de sagas sobre las que mantenían los derechos, como "Terminator 3: La rebelión de las máquinas" y "Basic Instinct 2".

## Historia
Los orígenes de C2 Pictures se encuentran en la antigua productora Carolco, fundada por Mario Kassar y Andrew G. Vajna, que desde 1976 hasta 1996 produjo éxitos como "Rambo", "Terminator 2: el juicio final" y "Basic Instinct". Mientras que Vajna se marchó en 1989 para crear su propia compañía (Cinergi Pictures), Kassar se mantuvo como máximo accionista hasta el cierre. Las películas se financiaban con la venta anticipada de sus derechos de distribución a otras compañías, y en la industria cinematográfica se hizo conocida por derrochar dinero en sueldos de actores y derechos de grabación. Al final, Carolco quebró en noviembre de 1995 y se vio obligada a vender todo su catálogo. Además, Kassar fue investigado por presunto fraude fiscal.
El último paquete de derechos de Carolco salió a subasta en 1997 y consistía en el 50% sobre la tercera parte de Terminator. Aunque 20th Century Fox(asociada con James Cameron) era la favorita para adquirirlo, Kassar y Vajna se asociaron de nuevo y ganaron la puja por ocho millones de dólares. La otra mitad se aseguró para el productor ejecutivo de la segunda cinta, Gale Anne Hurd. Arnold Schwarzenegger aceptó ser el protagonista, pero no se pudo convencer a Cameron para que la dirigiera y en su lugar se optó por Jonathan Mostow.
Meses después, los dos productores crearon C2 Pictures, considerada la sucesora de Carolco. Vajna aportó la mayor parte del capital y la antigua sede de Cinergi, mientras que Kassar vendió patrimonio personal. La primera película fue "I Spy" (2002), protagonizada por Eddie Murphy y Owen Wilson. Un año después se estrenó la esperada "Terminator 3: La rebelión de las máquinas", con un presupuesto de 170 millones de dólares y coproducida con Intermedia Films. Warner Bros. se encargó de su distribución en Estados Unidos, mientras que Columbia Pictures lo hizo en el resto del mundo. La cinta fue un éxito de taquilla y recaudó más de 433 millones de dólares.
La otra saga de Carolco que C2 Pictures trató de rentabilizar fue Basic Instinct, cuya segunda parte se anunció para marzo de 2002 con el reparto original. Sin embargo, Michael Douglas rechazó participar y Sharon Stone demandó a Kassar y Vajna por incumplimiento de contrato. Durante años permaneció en el limbo, hasta que ambas partes llegaron a un acuerdo en 2004 y el rodaje salió adelante con David Morrissey como sustituto de Douglas. "Basic Instinct 2" se estrenó en 2006, su presupuesto fue de 70 millones de dólares y solo recaudó 36 millones. Además obtuvo cuatro Premios Razzie, entre ellos el de "peor película".
El último trabajo de C2 Pictures fue producir la primera temporada de la serie "Terminator: The Sarah Connor Chronicles" (2008). C2 Pictures cerró ese mismo año, aunque Kassar y Vajna continuaron trabajando como distribuidores.

## Filmografía
| Película                                | Otros títulos                                                                     | Estreno |
| --------------------------------------- | --------------------------------------------------------------------------------- | ------- |
| I Spy                                   | Soy espía                                                                         | 2002    |
| Terminator 3: Rise of the Machines      | Terminator 3: La rebelión de las máquinas                                         | 2003    |
| Basic Instinct 2                        | Instinto Básico 2: Adicción al riesgo (España) Bajos Instintos 2 (Hispanoamérica) | 2006    |
| Terminator: The Sarah Connor Chronicles | Las crónicas de Sarah Connor                                                      | 2008    |